# イートロ
イートロ（英語: eToro）は、暗号資産（仮想通貨）、株式、通貨、コモディティなどに対応したイスラエルのネット証券企業。ロシアの国営金融会社Sberbankや日本のソフトバンク・ビジョン・ファンド2などが出資している。2023年4月13日からはTwitterとの協業も行っている。

## 概要
イートロは、為替取引や株取引、商品取引を差金決済取引 (CFD) 取引形態で提供するオンライン専用の会社である。SNSトレードとしては世界最大級であり、2014年2月時点で140カ国以上275万人以上のユーザーが取引を行っている。
イートロは、取引形態に特徴がある。自身の判断で、世界中の主要な株式銘柄・為替指数・商品指数に投資することをはじめ、優れたトレーダーの売買をコピーして投資することもできる。逆に、自身が他人から優れたトレーダーと判断されれば、他人からコピーされて条件に応じた報酬を受け取ることができる。

## 歴史
イートロは、2007年にテルアビブでYoniAssiaとRonenAssiaの兄弟とDavidRingによってRetailFXとして設立されました。
当初は、為替取引のプラットフォームを提供し、その後にインターネット上で取引のできる「ウェブ　トレーダー」（Web Trader）を運用してきた。2010年、eToroは「CopyTrading」機能とともにeToroOpenBookソーシャル投資プラットフォームをリリースしました。 eToroトレーディングプラットフォームにより、投資家はネットワークのトップトレーダーを自動的に表示、フォロー、コピーすることができます。 同年後半、同社は最初のAndroidアプリをリリースし、投資家がモバイルデバイスを介して（/モバイルデバイスを介してアクセスするために）金融商品を売買できるようにしました。
2007年から2013年の間に、同社は4ラウンドの資金調達で3,150万ドルを調達しました。 2014年12月、eToroはロシアと中国の投資家から2700万ドルを調達しました。 2017年12月、eToroとCoinDashは、ブロックチェーンベースのソーシャルトレーディングを開発するため提携しました。 2018年、eToroは民間資金調達ラウンドでさらに1億ドルを調達しました。
全体として、1億6200万ドル以上が、Spark Capital、SBI Holdings、ドイツのCommerzVentures、中国のPing An Insurance銀行、ロシアの国営金融会社Sberbank、韓国のInvestment Partners、テクノロジーに焦点を当てたBRMGroupと中国民生金融ホールディングスなどの投資会社によって、eToroに投資されています。 他の投資家には、Eli and Nir Barkat、Alona Barkat、Chemi Peres and Pitango VCファンド、Digital Currency Group、Softbank、Betsy Z. Cohen、Eddy Shalev and Genesis Partners、Avner Stepak（Meitav Dash Investment House）、Bracket Capitalが含まれる。
2013年、eToroは株式とCFDに投資する機能を導入し、110の株式商品を最初に提供しました。 同年、eToroは、FCA規制当局から、子会社のeToro UKの下で英国でサービスを提供することを承認された。 2017年にさらに9つの暗号通貨を追加する前段階として、2014年1月、eToroは投資商品にビットコインを追加した。 
2023年2月22日ニューヨーク州で暗号資産サービスライセンスを取得。 
同年3月22日、ソフトバンク・ビジョン・ファンド2を筆頭に2億5000万ドルを調達。 
同年4月13日、eToroと協業しツイッター上で株式や暗号資産（仮想通貨）の価格情報を確認できるようにすると発表した。 

## オペレーション
事務オフィスは、イギリス、キプロス、アメリカ、オーストラリアに設営されている。

## イートロ・オープンブック
イートロ・オープンブックでは、世界中の主要な株式、為替、商品、ビットコインへ投資を行うことができる。取引形態は、差金決済取引 (CFD) となっており、元金を失うリスクがある。
FacebookアカウントやTwitterアカウント、リンクドインアカウントを利用して登録できる。各投資先について、世界中の参加者のコメントを拝見できたり、自身でもコメントを書き込むことができる。
イートロ・オープンブックには、2つの大きな特徴がある。1つ目の特徴は、他人のトレードをコピーできることである。最低50ドルの資金で、優秀なトレーダーの取引をコピーすることができる。コピーしたトレーダーの利益率に応じて、利益もしくは損失が生まれる。株や為替などの取引経験が少ない人でも、比較的容易にトレードを行うことができる。2つ目の特徴は、自分が優れたトレーダーであれば、他人からコピーされる場合もあることである。自分の取引をコピーするユーザーが増えれば、コピー者数に応じて報奨金を受け取ることができる。

## 日本における事業
日本のFX取引業者であるEZインベスト証券（旧：プライベートエクイティ証券、王子証券、GKFX証券）の株主であり、7.63%を保有している。